# Don Kichot do Dulcynei (Ravel)
Don Kichot do Dulcynei (fr. Don Quichotte à Dulcinée) – cykl trzech pieśni do tekstów Paula Moranda, które były ostatnią kompozycją Maurice’a Ravela.
Kompozytor napisał je jesienią 1932 roku, było to dzieło realizowane na zamówienie do filmu o Don Kichocie z Fiodorem Szalapinem w roli tytułowej. Wytwórnia filmowa zwróciła się równocześnie do kilku znanych kompozytorów, między innymi Manuela de Falli, Dariusa Milhauda, nie informując ich jednakże o sobie nawzajem. Zainteresowanie propozycją wyraził jedynie Ravel, choć nie miał doświadczeń w tworzeniu muzyki filmowej. 
Pracę nad Don Kichotem przerwała mu choroba, z szeroko zakrojonych planów powstały jedynie trzy pieśni: Pieśń romantyczna (Chanson romantique), Pieśń epicka (Chanson épique) i Pieśń przy kielichu (Chanson à boire). Kończąc ostatni utwór słowami: Piję na zdrowie radości Ravel tym samym zamknął swoją twórczość.